# Hadena lithaphania
Hadena lithaphania är en fjärilsart som beskrevs av Dyar 1913. Hadena lithaphania ingår i släktet Hadena och familjen nattflyn. Inga underarter finns listade i Catalogue of Life.